# Teinostoma fernandesi
Teinostoma fernandesi es una especie de molusco gasterópodo de la familia Skeneidae en el orden de los Archaeogastropoda.

## Distribución geográfica
Es endémica de Santo Tomé y Príncipe. 